# Cendrées

Cendrées  est une œuvre de Iannis Xenakis pour chœur mixte de 72 voix et 73 musiciens, composée en 1973.

## Histoire
Le chœur mixte de 72 voix chante non pas sur un texte, mais des phonèmes de Iannis Xenakis.
Cendrées est créé à Lisbonne, par les choeur et orchestre de la Fondation Calouste Gulbenkian, sous la direction de Michel Tabachnik, le 20 juin 1974.

## Discographie
- Chœurs de la Fondation Gulbenkian le Lisbonne et Orchestre national de France, dirigés par Michel Tabachnik, Erato (1977)